# Melodi Grand Prix 1960
Der 1. Melodi Grand Prix fand am 20. Februar 1960 in den NRK-Studios in Oslo statt. Der Wettbewerb bestand aus einem Halbfinale und einem Finale.

## Halbfinale
In diesem Halbfinale, das am 4. Februar 1960 im norwegischen Radio ausgetragen wurde, sangen die beiden Sänger Inger Jacobsen und Jens Book-Jensen elf Lieder. Es sollten sich fünf Lieder für das Finale qualifizieren. Abgestimmt wurde per Jury: Jedes Jurymitglied vergab an jedes Lied eine Punktzahl von 1 bis 5. Eigentlich sollten nur fünf Titel ins Finale einziehen, doch da es drei Viertplatzierte Titel, zogen sechs Titel ins Finale ein.
| Platz | Startnr. | Interpret        | Lied Musik (M) und Text (T)                                                                 | Sprache    | Übersetzung (Inoffiziell)                | Punkte |
| ----- | -------- | ---------------- | ------------------------------------------------------------------------------------------- | ---------- | ---------------------------------------- | ------ |
| 01.   | 09       | Inger Jacobsen   | Voi Voi M/T: Georg Elgaaen                                                                  | Norwegisch | –                                        | 43     |
| 02.   | 08       | Inger Jacobsen   | Ny smart hatt M: Andreas Berg; T: Juul Hansen                                               | Norwegisch | Neuer schicker Hut                       | 35     |
| 03.   | 03       | Inger Jacobsen   | Et sommereventyr M/T: Arne Ivar Larsen                                                      | Norwegisch | Ein Abenteuer im Sommer                  | 32     |
| 04.   | 04       | Jens Book-Jensen | Frøken Alfabet M: Ernst Aas; T: Oddvar Eika                                                 | Norwegisch | Frau Alphabet                            | 28     |
| 04.   | 05       | Inger Jacobsen   | En drøm er alt M: Ole Braaten, Birger Braaten; T: Thorleif Holm                             | Norwegisch | Ein Traum ist alles                      | 28     |
| 04.   | 11       | Inger Jacobsen   | Lille Lilli-Ann fra Lillesand M: Andreas Berg; T: Juul Hansen                               | Norwegisch | Die kleine Lilli-Ann aus Lillesand       | 28     |
| 07.   | 02       | Inger Jacobsen   | Den dag du kommer M: Andreas Berg; T: Juul Hansen                                           | Norwegisch | Der Tag, an dem du kommst                | 27     |
| 08.   | 06       | Inger Jacobsen   | En aften igjen                                                                              | Norwegisch | Wieder ein Abend                         | 25     |
| 09.   | 07       | Jens Book-Jensen | Det blir sol hvor vi seiler M: Magne Skorgen; T: Egil Hagen                                 | Norwegisch | Dort, wo wir segeln, wird es Sonne geben | 21     |
| 09.   | 10       | Jens Book-Jensen | En bukett anemoner M: John Lind, Per Gunnar Jensen; T: Alf Blyverket, Birger Fredrik Madsen | Norwegisch | Ein Blumenstrauß aus Anemonen            | 21     |
| 11.   | 01       | Jens Book-Jensen | Månen tur-retur M: Kristian Hauger; T: Gunnar Kaspersen                                     | Norwegisch | Die Rückkehr des Mondes                  | 17     |

 Kandidat hat sich für das Goldduell qualifiziert.

## Finale

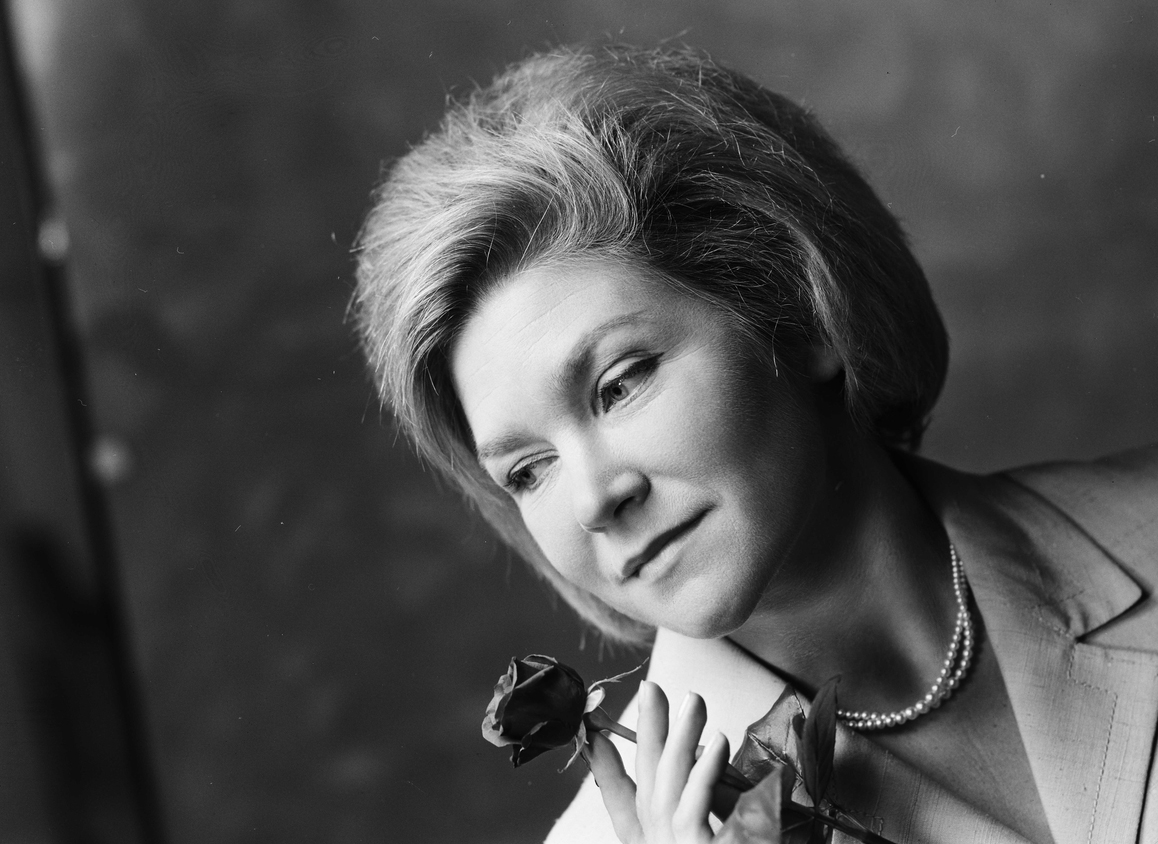
Die Gewinnerin der norwegischen Vorentscheidung: Nora Brockstedt

Fürs Finale, das von Erik Diesen & Odd Gythe moderiert wurde, wurden die Interpreten ausgetauscht. Eine Expertenjury entschied über den Gewinner.
| Platz | Startnr. | Interpret            | Lied Musik (M) und Text (T)                                     | Übersetzung (Inoffiziell)          | Punkte |
| ----- | -------- | -------------------- | --------------------------------------------------------------- | ---------------------------------- | ------ |
| 1.    | 6        | Nora Brockstedt      | Voi Voi M/T: Georg Elgaaen                                      | –                                  | 94     |
| 2.    | 1        | Torhild Lindahl      | Ny smart hatt M: Andreas Berg; T: Juul Hansen                   | Neuer schicker Hut                 | 79     |
| 2.    | 3        | Siss Hartmann        | En drøm er alt M: Ole Braaten, Birger Braaten; T: Thorleif Holm | Ein Traum ist alles                | 79     |
| 4.    | 4        | Elisabeth Grannemann | Et sommereventyr M/T: Arne Ivar Larsen                          | Ein Abenteuer im Sommer            | 74     |
| 5.    | 2        | Egil Ellingsen       | Lille Lilli-Ann fra Lillesand M: Andreas Berg; T: Juul Hansen   | Die kleine Lilli-Ann aus Lillesand | 64     |
| 6.    | 5        | Per Müller           | Frøken Alfabet M: Ernst Aas; T: Oddvar Eika                     | Frau Alphabet                      | 59     |

### Juryvoting
| Startnr. | Lied                          | Kolbjørn Ofstad | Håkon Tveten | Jacob Dybwad | Thorleif Østereng | Jens Gunderssen | Bjørn Woll | Carl Solberg | Rolf Syversen | Otto Nes | Asbjørn G. Holmen | Helge Fikstad | Astrid Hanevold | Gesamt |
| -------- | ----------------------------- | --------------- | ------------ | ------------ | ----------------- | --------------- | ---------- | ------------ | ------------- | -------- | ----------------- | ------------- | --------------- | ------ |
| 1        | Ny smart hatt                 | 6               | 7            | 6            | 9                 | 7               | 7          | 7            | 6             | 5        | 6                 | 5             | 8               | 79     |
| 2        | Lille Lilli-Ann fra Lillesand | 4               | 6            | 4            | 8                 | 5               | 6          | 5            | 5             | 6        | 4                 | 8             | 3               | 64     |
| 3        | En drøm er alt                | 9               | 3            | 4            | 7                 | 9               | 7          | 5            | 6             | 8        | 9                 | 7             | 5               | 79     |
| 4        | Et sommereventyr              | 4               | 6            | 4            | 7                 | 8               | 6          | 7            | 5             | 10       | 5                 | 8             | 4               | 74     |
| 5        | Frøken Alfabet                | 3               | 3            | 4            | 5                 | 6               | 4          | 4            | 4             | 7        | 6                 | 7             | 6               | 59     |
| 7        | Voi Voi                       | 7               | 7            | 6            | 8                 | 10              | 9          | 9            | 8             | 9        | 10                | 5             | 6               | 94     |

Zur Bestimmung des Zweitplatzierten wurde eine eigene Abstimmung abgehalten.
| Startnr. | Lied           | Kolbjørn Ofstad | Håkon Tveten | Jacob Dybwad | Thorleif Østereng | Jens Gunderssen | Bjørn Woll | Carl Solberg | Rolf Syversen | Otto Nes | Asbjørn G. Holmen | Helge Fikstad | Astrid Hanevold | Gesamt |
| -------- | -------------- | --------------- | ------------ | ------------ | ----------------- | --------------- | ---------- | ------------ | ------------- | -------- | ----------------- | ------------- | --------------- | ------ |
| 1        | Ny smart hatt  | 9               | 7            | 10           | 10                | 6               | 10         | 10           | 10            | 9        | 5                 | 4             | 9               | 99     |
| 3        | En drøm er alt | 10              | 3            | 5            | 9                 | 10              | 9          | 6            | 9             | 10       | 7                 | 9             | 5               | 92     |

## Beim Eurovision Song Contest
Beim Eurovision Song Contest 1960 in London erreichte Nora Brockstedt mit „Voi Voi“ einen geteilten vierten Platz mit 11 Punkten.